# Chiesa di San Rocco di Vernazza
La chiesa di San Rocco di Vernazza è un luogo di culto cattolico del comune di Genova, situato in via del Sole, nella località Vernazza, che fa parte del quartiere di Borgoratti. La chiesa è sede della parrocchia omonima del vicariato di San Martino-Valle Sturla dell'arcidiocesi di Genova.
La chiesa ha origini da un antico oratorio, sede dell'Arciconfraternita San Rocco di Vernazza Morte e Orazione (29 giugno 1468), che sul finire del 1897 cedette la sua sede per far nascere una nuova parrocchia. Nel 1898 fu nominato il primo parroco e nel 1899 la nuova parrocchia fu riconosciuta anche civilmente con il Regio Placet. Nel febbraio 1923 iniziarono i lavori di demolizione dell'antico edificio e dopo soli sette mesi fu aperta al culto la nuova chiesa.

## Storia

### La chiesa originaria

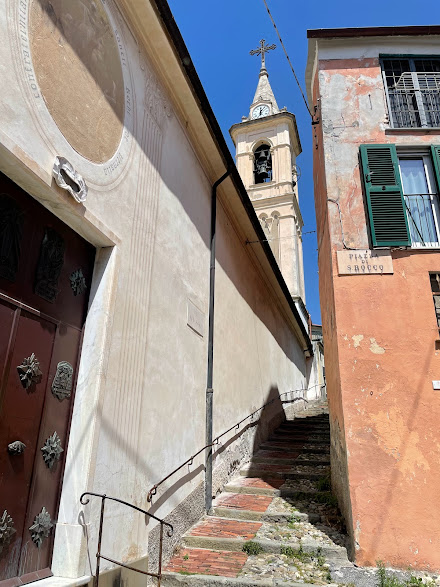
Il campanile

Nel borgo sopra Vernazza in precedenza esisteva una cappella privata appartenuta prima ai Fieschi e poi ai Lomellini. Una nuova cappella, dipendente dalla pieve di San Martino d'Albaro, fu edificata a partire dal 1468 nella località allora chiamata Lo Vigo, su un terreno ed una casa diroccata, donato dal patrizio genovese Agostino Salvago, al crocevia tra la strada per la riviera di Levante e quella per San Desiderio e Bavari attraverso la valle Sturla. La cappella fu edificata come scioglimento di un voto a san Rocco per aver liberato la popolazione locale dall'epidemia di peste che aveva colpito Genova l'anno precedente.
Questa cappella votiva, la cui costruzione venne completata nel 1470, divenne sede dell'Arciconfraternita San Rocco di Vernazza Morte e Orazione: da allora la storia dell'edificio sacro si identifica con quella della confraternita.
L'oratorio della confraternita è citato nella relazione del visitatore apostolico Francesco Bossi (1582) come "Cappella S. Rochi in villa Vincentii Lomellini". L'arcivescovo Orazio Spinola nel 1606 autorizzò l'oratorio alla celebrazione domenicale della Santa Messa; nel 1638 la cappella è registrata nell'elenco delle chiese dell'arcidiocesi compilato dall'arcivescovo Stefano Durazzo come "Orat. Confratrum S. Rochi supra Vernatia".
Alcuni papi concessero anche una serie di indulgenze legate all'oratorio di San Rocco: così Urbano VIII nel 1564, Alessandro VII nel 1660, Clemente X nel 1671.
Nel 1644 a lato dell'oratorio viene eretto un piccolo campanile e nel 1645 l'oratorio diviene "casaccia", condividendo la confraternita di San Rocco la sede con la nuova "Confraternita dei Settantadue Discepoli di Nostro Signore". Nel 1696 la confraternita si aggregò all'ordine trinitario e nel 1698 all'"Arciconfraternita di Santa Maria dell'Orazione e Morte" costituitasi a Roma con una propria chiesa nella parrocchia di Santa Caterina.
L'oratorio di San Rocco di Vernazza venne chiuso nel 1811 per le leggi di soppressione degli istituti religiosi emanate dal governo napoleonico, ma venne riaperto già nel 1812. Nell'aprile del 1819 l'ordinario diocesano approvò i nuovi capitoli e fu fatta richiesta al Vicario Generale di erigere canonicamente la Confraternita con tutti i privilegi e prerogative spettanti dall'aggregazione all'Arciconfraternita della Morte e Orazione. Tra 1873 e il 1877 l'Oratorio ebbe un generale ristoro, si abbellì di pitture e si costruì un nuovo campanile.

### L'erezione in parrocchia e la ricostruzione

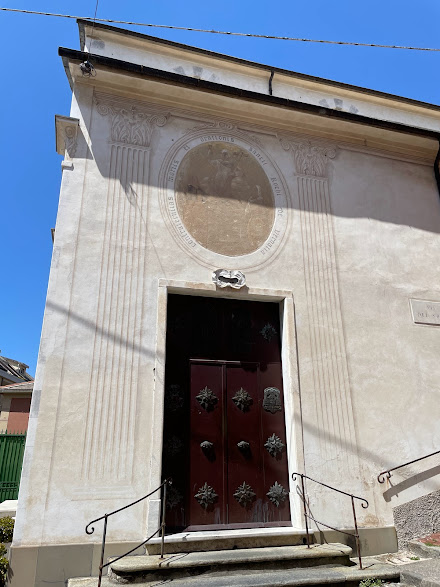
Vista laterale

Nel 1897 i confratelli dell'Arciconfraternita San Rocco di Vernazza M. O. donarono il loro oratorio, gli arredi sacri e tutti i beni immobili per dare vita a una nuova parrocchia autonoma, eretta con decreto dell'arcivescovo di Genova Tommaso Reggio. Nel 1916 la chiesa presentava seri problemi di stabilità, minacciando di crollare. Fu perciò ricostruita nel 1923 dall'architetto Lorenzo Basso, che la trasformò in un edificio in stile neogotico. Fu mantenuto solo un muro perimetrale del vecchio oratorio, verso via del Sole, che conserva ancor oggi la vecchia porta e gli antichi affreschi.

## Opere d'arte
All'interno della chiesa sono conservate interessanti opere d'arte come il gruppo ligneo con San Rocco ai piedi del Redentore, cassa processionale dell'Arciconfraternita di San Rocco di Vernazza Morte e Orazione; come scrive Fausta Franchini Guelfi questo gruppo ligneo rappresenta il santo nella sua funzione "ufficiale" di protettore degli appestati, mentre supplica Cristo di non lanciare i dardi mortiferi. La scultura, realizzata nel 1703, è documentata come opera di Anton Maria Maragliano.
L'altare maggiore, proveniente dalla vecchia cappella votiva, è di scuola genovese del Settecento; la pala d'altare raffigurante la Gloria di san Rocco fu dipinta dal sacerdote Andrea Carpi. In chiesa si trova anche una Madonna con Bambino, opera marmorea della prima metà del Seicento ed il gruppo di Nostra Signora della Guardia realizzata da un artista gardenese negli anni trenta del Novecento.